# Lúcio Álbio Pulaieno Polião
Lúcio Álbio Pulaieno Polião (em latim: Lucius Albius Pullaienus Pollio) foi um senador romano nomeado cônsul sufecto para o nundínio de setembro a outubro de 90 com Cneu Pinário Emílio Cicatricula Pompeu Longino. Entre 104 e 105, Polião foi nomeado procônsul da Ásia. É possível que ele seja o mesmo Polião mencionado numa inscrição de 123 como proprietário de uma padaria.